# Belkacem Krim
Belkacem Krim (o Grine; Aït Yahia Moussa, 15 dicembre 1922 – Francoforte sul Meno, 18 ottobre 1970) è stato un militare e politico algerino.
Fu il capo storico del FLN durante la guerra d'Algeria. Fu Belkacem Krim a firmare l'atto che sanciva l'indipendenza dell'Algeria dalla Francia in base agli accordi di Évian in quanto il maggiore in grado dei vecchi partigiani e unico membro fra i sei che diedero inizio alla rivolta il primo novembre ancora vivo e non prigioniero, ma soprattutto in quanto vicepresidente del Governo provvisorio della Repubblica algerina.

## Biografia

### Gioventù: 1945 - 1955
Belkacem Krim era figlio di un Qāʾid, Hocine Krim. Frequentò la scuola Sarrouy ad Algeri e ottenne il suo certificato. Il 21 agosto 1942, entrò nei Chantiers de la jeunesse française, un'organizzazione paramilitare, a Laghouat. Il padre, preoccupa per l'interesse del figlio verso le idee nazionaliste, affrettò il suo Servizio militare e lo fece arruolare, anticipando la data prevista per la sua classe di leva, il 1 luglio 1943. Nell'esercito francese egli divenne un ottimo tiratore e il 26 novembre 1944 fu nominato caporal maggiore nel 1º reggimento dei tiratori algerini. Congedato il 4 ottobre 1945, tornò a vivere a Draâ El Mizan, ove occupò il posto di segretario aggiunto del comune.
Belkacem Krim aderì al Partito Popolare Algerino (PPA) e cominciò a organizzare delle cellule clandestine in dodici villaggi di Draâ El Mizan, armato di pistola-mitragliatrice Sten. Le autorità francesi si resero conto della sua influenza sulla popolazione e lo convocarono il 23 marzo 1947 per "attentato alla sovranità dello Stato". Sentito il parere del PPA, si dedicò alla resistenza armata (sotto lo pseudonimo di Si Rabah) insieme a Moh Nachid, Mohand Talah Messaoud Ben Arab. Minacce e misure di ritorsione furono esercitate sul padre che si rifiutò di tradire il figlio. Per rappresaglia egli tese un'imboscata contro il Qāʾid , suo cugino, e la guardia campestre: quest'ultima rimase uccisa. Nel 1947 e nel 1950 fu giudicato per diversi omicidi e condannato a morte in contumacia.
Divenne responsabile del PPA-Movimento per le libertà democratiche per tutta la Cabilia e, alla testa dei 22 partigiani che componevano il suo stato maggiore, moltiplicò i contatti diretti con i militanti e popolazione e riuscì a trascinare almeno 500 elementi nella sua organizzazione partigiana alla viglilia dell'insurrezione del 1º novembre 1954. Il suo collaboratore più stretto era Amar Ouamrane. Il 9 giugno 1954 Belkacem incontrò ad Algeri Mustafà Ben Boulaïd, poi Mohamed Boudiaf e Didouche Mourad, che lo convinsero della necessità di una terza forza.
Egli non ruppe pertanto con i messalisti, giacché due dei suoi rappresentanti (Ali Zamoum e Aït Abdesslam) parteciparono nel luglio 1954 al Congresso di Hornu, in Belgio. Passò un accordo tra i cinque responsabili del «gruppo dei 22», ruppe con Messali nell'agosto 1954, non tenendo al corrente delle sue iniziative i militanti.
Divenuto il sesto membro della Direzione interna del FLN («i sei capi storici»), Belkacem era responsabile della zona della Cabilia al momento dello scoppio dell'insurrezione.
Belkacem incoraggiò Abane Ramdane ad accelerare i preparativi del convegno che richiederà di dotare la rivoluzione di un programma coerente e di strutture unificate: il Congresso de la Soummam, che si tenne nella zona il 20 agosto 1956 e al termine del quale egli divenne uno dei membri più influenti del Consiglio nazionale della Rivoluzione algerina (CNRA) e del Comitato esecutivo e di Coordinamento (CCE). Egli s'installò da allora preso la CCE di Algeri, ma continuando a seguire da vicino il funzionamento della sua wilaya.
Durante l'estate 1955, la resistenza del FLN in Cabilia fu sempre più virulenta o, dopo l'insurrezione, il Movimento Nazionale Algerino (MNA) divenne il vero nemico del Fronte di liberazione. Le autorità civili e militari francesi utilizzarono quindi strategicamente a loro profitto queste sanguinose rivalità.

### OperazioneOiseau bleu: 1956 - 1962

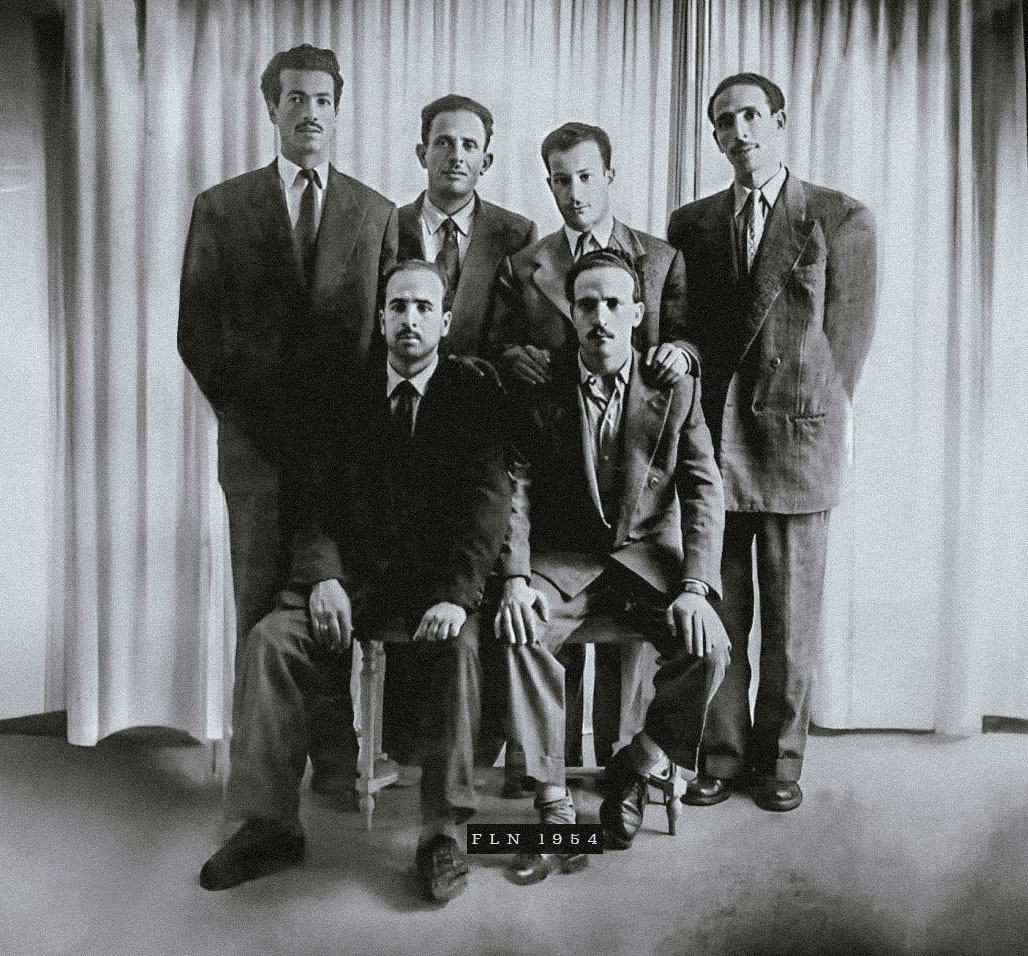
Il gruppo dei sei: Belkacem è in basso a sinistra.

Nell'autunno 1956, i servizi segreti dello SDECE condussero in Cabilia, nella città di Azazga prima e nel comune di Iflissen poi, l'operazione Oiseau bleu (Uccello blu), nota anche con il nome di Force K. Essa consistette nella creazione di "antipartigiani" clandestini destinati a combattere contro Belkacem Krim e i suoi uomini. I servizi segreti reclutarono 300 uomini, cui furono distribuite armi e munizioni: duecento armi da guerra giunsero nel gennaio del 1956 e 80 nei successivi febbraio e marzo. Mehlal Said, Zaidet Ahmed, Omar Toumi, Makhlouf Said e Hammadi riuscirono a sventare intelligentemente questa operazione. Il capo della medesima, capitano Hentic, scoprì stupefatto che gli uomini reclutati erano effettivi militanti del FLN, che così approfittarono dell'ingenuità francese grazie alla Force K. Il FLN poté così ricevere le armi da guerra che gli servivano per eliminare i rivali del MNA e il personale pro-francese, i cui cadaveri, dopo una macabra messa in scena, vennero presentati come partigiani dello FLN.
L'esercito francese si rese infine conto che si erano fatti beffe di lui e dovette far fronte a questa umiliazione. L'11 ottobre la 27ª brigata di fanteria alpina e il 3º reggimento paracadutisti di fanteria di marina al comando del colonnello Bigeard, lanciarono, con 10 000 uomini, l'operazione « Djenad », allo scopo annientare gli uomini della Force K, ma era ormai troppo tardi. La maggior parte dei militanti dello FLN ebbero il tempo di ricongiungersi ai ranghi di Belkacem Krim con armi e bagagli. La Force K fu immediatamente presa sotto il comando dello FLN. Belkacem Krim non si fece sfuggire l'occasione di utilizzare il paravento di un gruppo di falsi partigiani MNA per approvvigionarsi di armi e munizioni fornite dalla stessa Francia.
Belkacem Krim scrisse una lettera al Governo:
(Belkacem Krim al Governo francese)
Questa mistificazione riuscita a Belkacem Krim costò all'esercito francese più di 250 fucili da guerra. Sotto la copertura della Force K il FLN aveva inoltre eliminato tutti i militanti del partito rivale e quelli che si erano posti a fianco della Francia. Dopo questo episodio Belkacem Krim godette di un immenso prestigio e il suo nome assunse una dimensione quasi mitica.
In novembre - dicembre 1956, Belkacem Krim ebbe la missione di creare ad Algeri la Zona autonoma di Algeri (ZAA) insieme ai suoi compagni del CCE Abane Ramdane, Larbi Ben M'hidi e Benyoucef Benkhedda. Per supervisionare la guerriglia urbana in Algeri egli attribuì legami con tutte le wilaya, ciò che fece di lui il capo di stato maggiore della zona algerina e lo stratega della lotta armata.
Dopo la cattura del suo collega Ben M'hidi durante la battaglia di Algeri, lasciò precipitosamente la capitale il 5 marzo 1957. Accompagnato da Benkhedda, poi da Bentobbal, raggiunse la Tunisia per via clandestina.
Nella riunione del CNRA a Il Cairo del 20 agosto 1957, egli aprì alla eliminazione di Benkhedda e di Dahlab dal CCE e all'isolamento di Abane. Fu il primo Ministro della Guerra e primo vicepresidente nel GPRA.
Belkacem Krim costituiva ormai, insieme a Bentobbal e Boussouf, il nocciolo duro dei capi senza i quali nulla si poteva fare o disfare. Alla formazione del Governo provvisorio, il 19 settembre 1958, Belkacem era all'apice della sua potenza: vicepresidente e Ministro delle Forze armate. Alla fine dell'autunno fu personalmente coinvolto nel tentativo di colpo di stato dei colonnelli Lamouri, Naouaoura e Aouacheria e di Boumédiène, represso.
Nel secondo GPRA (gennaio 1960 - agosto 1961), egli conservò la vicepresidenza ma passò al Ministero degli Affari esteri. Infine, nel terzo, cumulò le cariche di vicepresidente del GPRA e di Ministro dell'Interno.
Fu a lui che fu affidata la delegazione ai negoziati di 
Évian e fu lui a firmare, da parte algerina, gli accordi omonimi.
Nella corsa al potere che seguì il cessate il fuoco, Belkacem Krim si oppose a Ben Bella e allo Stato Maggiore Generale. Quando fu creato il gruppo di Tlemcen (11 luglio 1962), egli replicò installandosi a Tizi Ouzou per organizzare la resistenza al colpo di mano di Ben Bella (25 luglio 1962). Ma egli fu superato dalla rapidità degli eventi e dalla loro complessità. Dopo la vittoria di Ben Bella e dello Stato Maggiore egli si trovò fuori della vita politica, si dedicò agli affari e s'installò per un breve periodo in Francia.

### Dopo l'indipendenza: 1963-1984
Dopo il colpo di Stato del 19 giugno 1965, egli passò all'opposizione. Accusato di aver organizzato nel mese di aprile del 1967 un attentato a Boumédiène, manipolato e tradito da una parte del suo entourage, fu condannato a morte in contumacia. Secondo la figlia Karima, in un'intervista concessa al quotidiano El Moudjahid il 25 marzo 1998, Belkacem Krim rinunciò definitivamente alla politica nel mese di agosto del 1967: «Il 4 agosto 1967 – racconta la figlia Karima – egli infilò tutta la sua famiglia con alcuni effetti personali sulla sua Volkswagen familiare e viaggiò tutta la notte fino al Marocco. L'indomani fu condannato in contumacia».
Ebbe inizio allora un amaro esilio. Il 17 ottobre 1967, creò con alcuni amici, tra i quali Slimane Amirat, i colonnelli Amar Ouamrane e Mohand Oulhadj, il Movimento per la difesa della Rivoluzione algerina (MDRA), partito clandestino destinato a lottare contro il regime di Boumédiène. Due anni dopo, il 18 ottobre 1970, fu trovato in una stanza d'albergo a Francoforte sul Meno, strangolato con la sua cravatta dai Servizi segreti algerini di Kasdi Merbah, per ordine di Boumédiène.
La sua salma fu inumata nel quartiere musulmano del cimitero della città tedesca, ove rimase fino al 1984, data a partire dalla quale, riabilitato, riposa nel "Quartiere dei Martiri" in El Alia, ad Algeri.